# 象牙塔峰
象牙塔峰（英語：Ivory Tower）是南極洲的山峰，位於瑪麗伯德地，處於法登峰以東2.4公里的哈洛德伯德山脈和本德山之間，海拔高度約800米，現時由南極條約體系管理。